# Singhiozzo
Il singhiozzo (singulto parossistico antiperistaltico) è la contrazione ripetuta e involontaria del muscolo diaframma (contrazione mioclonica) che può ripetersi più volte al minuto. In medicina, è noto anche come flutter diaframmatico sincrono (FDS), o dal latino singultus, ad indicare l'atto di catturare il respiro mentre si singhiozza. Il singhiozzo è un'azione involontaria che coinvolge un arco riflesso. Una volta attivato, il riflesso provoca una forte contrazione del diaframma seguita, circa 0,25 secondi dopo, dalla chiusura delle corde vocali che si traduce nel caratteristico suono "hic".  
Il singhiozzo può verificarsi in un singolo episodio o per un certo periodo. Il ritmo del singhiozzo, o il tempo tra i singhiozzi, tende ad essere relativamente costante.
Un attacco di singhiozzo, in generale, si risolve senza alcun intervento, anche se molti rimedi domestici vengono spesso utilizzati per tentare di ridurne la durata. Il trattamento medico è a volte necessario nei casi di singhiozzo cronico. Infatti se persiste per diverse ore, o si ripresenta troppo frequentemente, può essere un indizio di qualche patologia. In particolare, avere ripetuti attacchi di singhiozzo nella stessa giornata, che crescono di intensità e si presentano con una ciclicità di 1-2 ore, può essere indizio di uno scompenso a livello epatico o raramente (ma con maggiore gravità) renale.
Nel feto può comparire già dall'ottava settimana di gestazione.
Il ruolo del singhiozzo è dibattuto. Viene ipotizzato possa trattarsi di un comportamento fisiologico vestigiale della muscolatura branchiale dei pesci, chiamato dai neurologi mioclono branchiale.